# Молвисар
Молвисар (на испански: Molvízar) е населено място и община в Испания. Намира се в провинция Гранада, в състава на автономната област Андалусия. Общината влиза в състава на района (комарка) Коста Тропикал. Заема площ от km². Населението му е 3269 души (по данни от 2010 г.). Разстоянието до административния център на провинцията е 70 km.